# Werner H. Rudowski
Werner H. Rudowski (* 1940) ist ein deutscher Ingenieur und Autor. Er ist ein Experte für die Geschichte von Rechenschiebern und sonstigen Rechengeräten. Er ist seit 2021 Vorstandsmitglied der IngWer-Stiftung zur Förderung von Kunst, Kultur und Bildung. Er lebt in Bochum.

## Werke
- Werner H. Rudowski: The Schnellkalkulator System Bloch: A Mechanical Nomographic Table. In: Journal of the Oughtred Society, Vol. 14, No. 1, 2005
- Werner H. Rudowski: How well known were slide rules in Germany, Austria and Switzerland before the second half of the 19th century? In: Journal of the Oughtred Society, 15:2, 2006, pages 42-49.
- Werner H. Rudowski: The Cooper 100-inch Slide Rule An Update. In: Slide Rule Gazette. Issue 8 Autumn 2007 Pg 25.
- Werner H. Rudowski: Leibniz und sein logarithmischer Rechenzylinder. 2007
- Werner H. Rudowski: Schieblineal und Polymeter. Eine Zusammenfassung und Ergänzung. 2009
- Werner H. Rudowski: Scheffelt & Co. frühe logarithmische Recheninstrumente im deutschen Sprachraum. 2012, ISBN 978-3-00-037804-1
- Werner H. Rudowski: Der logarithmische Zirkel. 2012
- Peter Holland, Werner H. Rudowski: Slide Rules in the Arithmeum: The Schuitema Collection. 2014, ISBN 978-3-89479-833-8
- Anna Meier, Ina Prinz, Werner H. Rudowski: Rechnen mit Perlen: der Abakus und seine Geschichte. 2015, ISBN 978-3-89479-918-2
- Werner H. Rudowski: Schildknecht, Melbitz, van Lennep – Erste logarithmische Skalen. In: Ina Prinz (Hrsg.): 300 Jahre logarithmisches Rechnen in deutschen Landen. 2017
- Werner H. Rudowski: Ein Glücksfall: Ein deutscher Rechenschieber von 1838. 2018
- Werner H. Rudowski: Cask Gauging in Germany – without and with Slide Rules. 2019
- Werner H. Rudowski: Scheffelt und Co. 300 Jahre logarithmisches Rechnen im deutschen Sprachraum einschließlich Nachtrag von 2020.